# Doufu wanzi

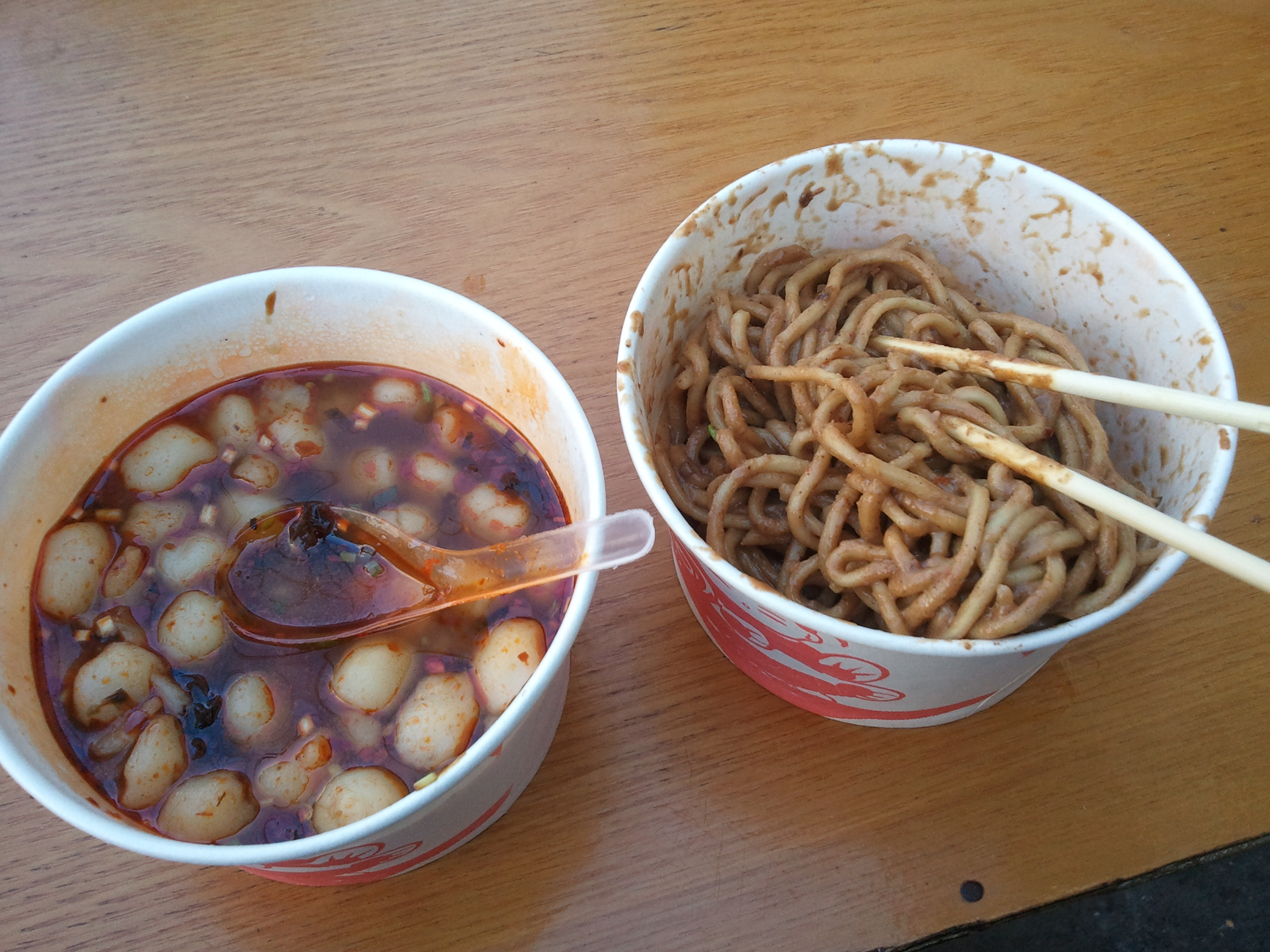
Doufu wanzi à gauche et re gan mian à droite, à Shashi (Jingzhou)

Le doufu wanzi (chinois : 豆腐丸子 ; pinyin : dòufu wánzi ; litt. « boulettes de tofu ») est un plat typique de la cuisine du Hubei, fait d'une soupe de boulettes de tofu.
C'est un plat consommé au petit déjeuner, au même titre que les re gan mian.